# Крофлин, Рудолф
Рудолф Крофлин (сербохорв. Rudolf Kroflin / Рудолф Крофлин; 15 апреля 1916, Ленишче — 30 сентября 1941, Загреб) — югославский кузнец, партизан Народно-освободительной войны Югославии, Народный герой Югославии.

## Биография
Родился 15 апреля 1916 в деревне Ленишче. До войны работал кузнецом на заводе «Вентилятор», где вступил в рабочее движение. Был принят в Коммунистическую партию Югославии, участвовал в стачках и забастовках рабочих. Секретарь 2-го Загребского райкома Коммунистической партии Хорватии.
В 1941 году после оккупации страны вступил в партизанское подполье и участвовал в ряде диверсий: с антифашистами Анте Милковичем и Иво Глухаком Крофлин подорвал дорогу Загреб-Сисак, а также арестовал шпиона усташей Людевита Тиляка. 14 сентября 1941 совершил нападение на группу усташей на Врбаничевой улице: в результате схватки было ранено 12 фашистов, но сам Крофлин попал в плен. В течение 16 дней он подвергался пыткам и избиениям в полицейском участке, от последствий которых умер 30 сентября 1941.
14 декабря 1949 ему присвоено посмертно звание Народного героя Югославии.